# Архипец, Николай Тимофеевич
Николай Тимофеевич Архипец — белорусский советский государственный деятель, министр промышленного строительства БССР (1968—1979 года), заместитель председателя Госснаба СССР (1979—1988).

## Биография
Родился 15 февраля 1922 года
Участник Великой Отечественной войны.
С 1956 по 1961 год — руководитель Оршанского строительного треста.
С 1964 по 1968 год — руководитель стройтреста № 16 «Нефтестрой», который отстраивал город Новополоцк.
С 1969 по 1979 год возглавлял Министерство промышленного строительства БССР, откуда был переведён на работу в Москву на должность заместитель председателя Госснаба СССР (1979—1988).

## Награды
- 2 Ордена Ленина,
- Орден Октябрьской Революции,
- Орден Трудового Красного Знамени,
- Орден Отечественной войны I степени и десятью медалями.
- Заслуженный строитель БССР,
- Почётный гражданин Новополоцка (1986).

## Память
Н.Т. Архипец похоронен в Минске, на семейном участке, в 9-м секторе Восточного кладбища
В честь Н. Т. Архипца на 40-летие города Новополоцка была установлена памятная доска.